# Construction (zespół muzyczny)
Construction – niemiecka grupa tworząca muzykę eurodance. Popularna za sprawą singla "What Is in Love" z 1996 roku.

## Single
- 1991 "Oh Girl"
- 1992 "Sex Is Like Fire"
- 1993 "Can You Feel It"
- 1996 "My Heart Is Always Open"
"What Is In Love"
- 1997 "Call Me"